# 津门法鼓
津门法鼓为天津民间的一种音乐舞蹈艺术，以老会或圣会的表演形式出现。现为天津市第二批国家级非物质文化遗产扩展项目。

## 历史
法鼓是天津民间历史悠久的娱乐活动，有300多年的历史。最初源自佛教，为僧、道做法事时演奏的音乐，后来传入民间，成为民间的游艺民俗。

## 种类
- 挂甲寺庆音法鼓
- 杨家庄永音法鼓
- 刘园祥音法鼓[1]

## 乐曲和乐器
- 乐曲：《相子》、《阴阳鱼》、《龙戏珠》、《对联》、《绣球》、《叫门》、《富贵图》、《上擂》、《哨鼓》、《开钹》、《反鼓》、《阴鼓》、《长行点》、《收点》、《首品》、《拔洞子》、《凤凰单展翅》等。
- 乐器：鼓、钹、铙、铛、铬